# Wilhelmstal (Radevormwald)
Wilhelmstal (in früherer Schreibweise Wilhelmsthal, bis zum 19. Jahrhundert Krebsholl) ist ein Ort in Radevormwald im Oberbergischen Kreis im nordrhein-westfälischen Regierungsbezirk Köln in Deutschland.

## Lage
Der Ort liegt im äußersten Westen der Stadt am Haller Bach an der Grenze zu Remscheid direkt an der Wupper. Die Nachbarorte sind Krebsöge, Rechelsiepen, Oberdahlhausen und Sieperhof (Wuppertal). Zu erreichen ist Wilhelmstal über die Bundesstraße 229, die von Remscheid-Lennep nach Lüdenscheid führt. Der Wupperlauf wird in Wilhelmstal noch von der Stauanlage in Dahlhausen beeinflusst.
Neben einer aus den Arbeiterunterkünften einer ehemaligen Tuchfabrik entstandenen Wohnbebauung dominieren in dem Ort verschiedene Gewerbeansiedlungen.

## Geschichte

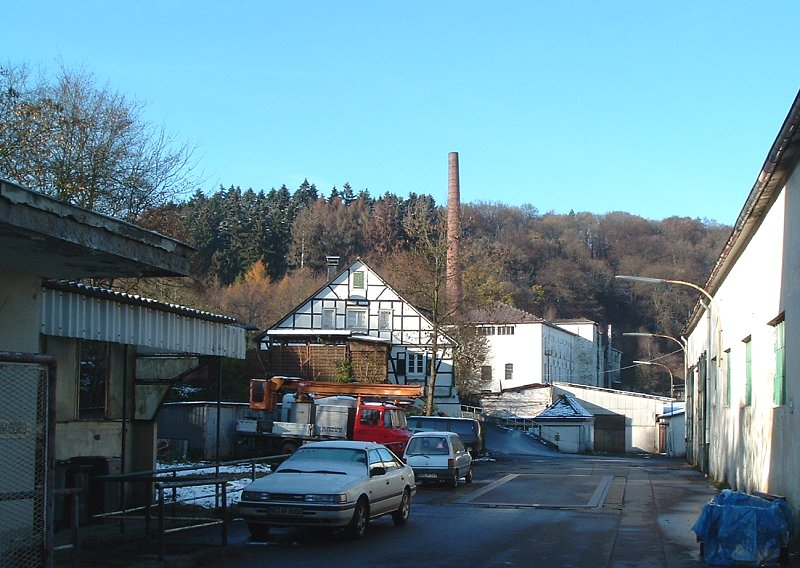
Blick auf die alte Papierfabrik im Wilhelmstal

Der Ort trug bis in das 19. Jahrhundert den Namen Krebsholl und wurde erstmals 1493 als Krefftzholl urkundlich erwähnt, die Karte Topographia Ducatus Montani aus dem Jahre 1715 zeigt den Hof als Griftsholl. Die Topographische Aufnahme der Rheinlande bezeichnet den Ort 1824 als Krebsholl und die Preußische Uraufnahme von 1840/44 als Cristhohl. Auf dem Messtischblättern der Topografischen Karte 1:25.000, Ausgabe 1892/94, erscheint schließlich der Name Wilhelmsthal.
1815/16 lebten acht Einwohner im Ort. 1832 war Krebsholl Teil der altbergischen Landgemeinde Fünfzehnhöfe, die der Bürgermeisterei Wermelskirchen angehörte. Der laut der Statistik und Topographie des Regierungsbezirks Düsseldorf als Ackergut bezeichnete Ort lag an der Grenze zur Bürgermeisterei Lüttringhausen und besaß zu dieser Zeit zwei Wohnhäuser und zwei landwirtschaftliche Gebäude. Zu dieser Zeit lebten zehn Einwohner im Ort, allesamt evangelischen Glaubens.
Am 1. Juni 1833 erhielt ein Georg Heinrich Stuhlmann die Genehmigung zum Bau einer kleinen Tuchfabrik an dem Haller Bach. An einer Rauh- und zwei Zylinderschermaschinen wurden darin Tuche bearbeitet. 1845 wurde der Einbau einer Wasserturbine genehmigt, die damit zu den ersten Deutschlands gezählt haben dürfte.
Geprägt wurde der Ort ab 1856 von der großen Weberei und Tuchfabrik der Gebrüder Hilger, die 1870/1872/1874 auch die drei großen Arbeiterwohnhäuser durch Baumeister Christian Schmidt und den Architekten Julius Thomas, ein Vetter der Gebrüder Hilger, errichten ließen. Mit der Umwandlung der Hofschaft Krebsholl in einen Industrieort wechselte der Name des Ortes zu Wilhelmstal. Obwohl sich die Gebrüder Hilger, wie auch ein paar Jahre zuvor ein Adolph Bauendahl, das Recht zur Nutzung der Wasserkraft der Wupper bemühten, blieb eine Genehmigung versagt. Dennoch wurde mit dem Bau von letztendlich ungenutzten Wassergräben und einer Mühlenschlacht begonnen.
1866 sind fünf Dampfkessel und zwei Dampfmaschinen in der Tuchfabrik im Betrieb. Da sich die Fabrikationsanlage zum Teil auf Fünfzehnhöfer und zum Teil auf Lüttringhauser Gebiet befand, entstand 1868 ein heftiger Rechtsstreit zwischen den beiden Gemeinden um die Steuereinnahmen. Beinahe 600 Menschen arbeiten zu dieser Zeit im Werk.
Für die Anbindung der Fabriken in den Wupperortschaften wurde 1886 der erste Teilabschnitt der Wuppertalbahn gebaut. Auch Wilhelmstal bekam einen eigenen Haltepunkt an der Bahnstrecke. Der Streckenabschnitt zwischen Beyenburg und Wilhelmstal gehört dem Förderverein Wupperschiene und soll als Museumsbahn wieder hergerichtet werden.
Im Gemeindelexikon für die Provinz Rheinland werden für das Jahr 1885 sechs Wohnhäuser mit 380 Einwohnern angegeben. Der Ort gehörte zu dieser Zeit zur Bürgermeisterei Fünfzehnhöfe innerhalb des Kreises Lennep. 1895 besitzt der Ort unter dem Namen Wilhelmstal sieben Wohnhäuser mit 312 Einwohnern, 1905 17 Wohnhäuser und 299 Einwohner.
Ein Brand zerstörte vor 1890 Teile der Tuchfabrik der Gebrüder Hilger, das Hauptgebäude blieb aber verschont. Dennoch musste um 1890 Insolvenz angemeldet werden und 325 Mitarbeiter wurden arbeitslos. Zu den Gläubigern gehörte auch der Lenneper Baumeister Albert Schmidt. Ab 1892 produzierte ein August Bünger in den Räumen Korsettstangen, Taillenband und anderes Kleiderzubehör.
1898 wurde das Industriegebäude durch Carl Cäsar in eine Papierfabrik für Fahrkartenkarton- und Tapetenpapier umgewandelt, der Umbau erfolgte durch Albert Schmidt. Zu der Betriebsausstattung gehörten zwei Rundsiebmaschinen, eine Längssiebmaschine und eine 650 PS starke Tandemdampfmaschine von der Firma MAN zum Antrieb der Papiermaschinen. Die Elektrifizierung der Fabrik erfolgte 1912. Es wurde eigener Strom durch ein Dampfturbinenaggregat erzeugt, das ebenfalls zu den ersten in Deutschland zählen dürfte.
1906 wurde die Bürgermeisterei Fünfzehnhöfe in die Stadt Lennep eingemeindet. Lennep wurde wiederum 1929 in Remscheid eingemeindet, die östlichen Randorte wie Wilhelmstal kamen dabei zu Radevormwald.
1927 geriet die Fabrik in wirtschaftliche Schwierigkeiten und wurde von der Firma Ernst & Luh aus Achern übernommen, deren Teilhaber Wilhelm Ernst ein paar Jahre zuvor die Mittelbadische Papiermanufaktur gegründet hatte. Seine Innovation war die Produktion von Papiersäcken für Zement, der zuvor üblicherweise in 100 kg Fässern transportiert wurde. In Zusammenarbeit mit Maschinenbauern wurden Prüf- und Fertigungsmaschinen für die Säcke entwickelt, die im Zweiten Weltkrieg massenhaft für die rüstungstechnischen Baumaßnahmen benötigt wurden. Auch in der Nachkriegszeit war der Bedarf an Zementsäcken enorm, so dass die britischen Besatzer 1948 die Erlaubnis für die Wiederaufnahme der Produktion erteilten.
1952 wurde die Dampfturbine durch eine neue der Firma AEG ersetzt. In den 1950er Jahren arbeiteten 150 bis 200 Menschen in der Fabrik, die eine von fünf Werken der Firma Ernst & Sohn war. Es wurden in Wilhelmstal Paraffinkrepp, die Papiermarken Silco-Phan, Ito-Phan und andere produziert. In den 1960er Jahren übernahm die schwedische Firma Korsnäs das Werk.
Die Produktion wurde am 30. November 1970 eingestellt, da die Produktionskapazität am Standort zu klein war. 135 Mitarbeiter wurden entlassen. Die Firma Körsnäs Wilhelmstal GmbH Papiersackfabriken produzierte auch danach noch mit Werken in Achern und Langenfeld (Rheinland). 1997 siedelten sich kleinere Firmen am Rand der Anlage an, große Teile derselben inklusive der Hauptfabrik sind allerdings nach mehr als einem halben Jahrhundert Leerstand nur noch Ruinen. Die meisten Dächer sind  eingestürzt, ein Aufenthalt auf dem Gelände ist lebensgefährlich, weshalb es robust gesichert ist.

## Filmkulisse
Folgende Filme wurden (teilweise) in Wilhelmstal gedreht:
- 2005 Für den unbekannten Hund (Regie: Dominik und Benjamin Reding, Darsteller: Sascha Reimann, Lukas Steltner, Katharina Lorenz, Peter Rühring)[9]
- 2006 Freischwimmer (Regie: Andreas Kleinert, Darsteller: Frederick Lau, August Diehl, Fritzi Haberlandt)[10][11]

## Wander- und Radwege
Folgende Wanderwege führen durch den ort:
- Die SGV-Hauptwanderstrecke X7 (Residenzenweg) von Arnsberg nach Düsseldorf-Gerresheim
- Der Bezirkswanderweg ◇6 (Wupperweg) des SGV-Bezirks Bergisches Land
- Der Wald-Wasser-Wolle-Wander-Weg